# Almesåkra kyrka
 Almesåkra kyrka är en kyrkobyggnad i Almesåkra församling i Växjö stift. Den är församlingskyrka i Almesåkra församling.

## Kyrkobyggnaden
Det är troligt att den allra första kyrkan i Almesåkra uppfördes under 1200-talet eller kanhända ännu tidigare. Den medeltida kyrka ersattes under 1500-talet med en ny kyrkobyggnad som tyvärr förstördes vid en brand under 1600-talet. En kyrka av trä uppfördes. Denna invigdes 1694. Den beskrivs vara en synnerligen liten kyrka, 8 meter bred och 12 meter lång och försedd med fristående klockstapel.
Under 1800-talet togs helt naturligt på grund av trängseln i det lilla kyrkorummet frågan om en ny och rymligare kyrka upp till överläggningar. Denna fråga kom dock att vara föremål för behandling i hela trettio år. 1867 kom arbetet i gång på allvar. Ritningar hade gjorts upp redan 1840 av arkitekten vid Överintendentsämbetet Johan Adolf Hawerman.
Uppförandet av den nya kyrkobyggnaden skedde under stora uppoffringar av församlingsborna. 1870 invigdes kyrkan av biskop H.G.Hultman.
Kyrkan som är byggd i historiserande blandstil består av ett rektangulärt långhus med rakslutande korvägg och bakomliggande sakristia. Tornet är försett med dubbla ljudöppningar för kyrkklockorna och kröns med en hög spetsig spira som avslutas med ett kors. Kyrkobyggnadens byggnadsmaterialet utgörs av gråsten. Murarna är spritputsade.
Kyrkans interiör karaktäriseras av marmorerad dekor på kalkputs.

## Inventarier
- Dopfunt från 1100-talets senare hälft som tillskrivs Njudungsmästarna.
- Madonnabild daterad till 1200-talet.
- Helgonskulptur från 1400-talet.
- Altartavla med motiv: Nattvarden.
- Tidstypisk predikstol.
- Öppna kyrkbänkar .
- Orgelläktare från kyrkans byggnadstid.
- I tornkammaren förvaras rester av målningar som prydde den gamla kyrkans tak och väggar utförda 1760.

## Orgel
1868-1869 byggdes kyrkans mekaniska orgel av orgelbyggare Erik Adolf Setterquist från Örebro. Invigdes 28 november 1869. 2010 genomgick den en omfattande renovering och återställdes till sitt ursprungliga skick efter tidigare mindre lyckade ombyggnader. Entreprenör har varit Ålems Orgelverkstad.
Disposition:
| Huvudverk I         | Svällverk II        | Pedal      | Koppel   |
| Borduna 16'         | Rörflöjt 8'         | Subbas 16' | I/P      |
| Principal 8' B/D    | Salicional 8'       | Borduna 8' | II/P     |
| Flûte Harmonique 8' | Flûte octaviante 4' | Basun 16'  | II/I     |
| Gamba 8' B/D        | Crescendosvällare   |            | II 16'/I |
| Octava 4'           |                     |            | I 4'/I   |
| Octava 2'           |                     |            |          |
| Trumpet 8'          |                     |            |          |